# Copidosoma tibiale
Copidosoma tibiale är en stekelart som beskrevs av Hoffer 1970. Copidosoma tibiale ingår i släktet Copidosoma och familjen sköldlussteklar.
Artens utbredningsområde är:
- Österrike.
- Tjeckien.
- Finland.
- Frankrike.
- Ungern.
- Nederländerna.
- Sverige.

Arten är reproducerande i Sverige. Inga underarter finns listade i Catalogue of Life.